# Lucien Michard
Lucien Henri Michard (ur. 17 listopada 1903 w Épinay-sur-Seine, zm. 1 listopada 1985 w Aubervilliers) – francuski kolarz torowy i szosowy, mistrz olimpijski oraz wielokrotny medalista torowych mistrzostw świata.

## Kariera
Pierwszy sukces w karierze Lucien Michard osiągnął w 1923 roku, kiedy zdobył złoty medal w sprincie indywidualnym amatorów podczas torowych mistrzostw świata w Zurychu. W tej samej konkurencji zwyciężył również na rozgrywanych rok później mistrzostwach świata w Paryżu oraz igrzyskach olimpijskich w Paryżu. W 1925 roku przeszedł na zawodowstwo i już na mistrzostwach świata w Amsterdamie zdobył brązowy medal w sprincie, przegrywając tylko ze Szwajcarem Ernstem Kaufmannem i swym rodakiem Maurice’em Schillesem. Jako zawodowiec w swej koronnej konkurencji zdobył jeszcze osiem medali: złote na MŚ w Kolonii (1927), MŚ w Budapeszcie (1928), MŚ w Zurychu (1929) i MŚ w Brukseli (1930), srebrne podczas MŚ w Kopenhadze (1931), MŚ w Rzymie (1932) i MŚ w Paryżu (1933) oraz brązowy na MŚ w Mediolanie (1926). Ponadto wielokrotnie zdobywał medale torowych mistrzostw Francji, w tym osiemnaście złotych. Startował również w wyścigach szosowych, ale bez większych sukcesów.